# Ciemny Eden
Ciemny Eden (tyt. oryg. Dark Eden) – brytyjska powieść science fiction, określana również jako fantastyka socjologiczna, napisana przez Chrisa Becketta. Została opublikowana w 2012 przez wydawnictwo Corvus, a polskie wydanie ukazało się w 2014 nakładem wydawnictwa Mag, w ramach serii Uczta Wyobraźni, w tłumaczeniu Wojciecha Próchniewicza. Historia opowiada o rozpadzie niewielkiej grupy osób, z których wszyscy są potomkami dwójki ludzi, których statek kosmiczny rozbił się na samotnej planecie o nazwie Eden. To pierwszy tom trylogii. 

## Fabuła
Powieść rozpoczyna się ok. 160 lat po tym, jak Angela oraz Tommy utknęli na Edenie. Ich towarzysze – Mehmet, Michael oraz Dixon – wyruszyli uszkodzonym statkiem kosmicznym, aby wezwać pomoc. Angela i Tommy początkowo mieli nadzieję na ratunek, jednak z czasem zaczynają wychowywać dzieci, tworząc nowe społeczeństwo. Kazirodztwo staje się czymś powszechnym, a wiele dzieci nie wie, kto jest ich ojcem. Powieść koncentruje się wokół postaci Johna Redlanterna, który stopniowo zaczyna czuć urazę do społeczeństwa i technologii.

## Nagrody
W 2013 książka zdobyła Nagrodę im. Arthura C. Clarke'a za najlepszą powieść science-fiction opublikowaną w Wielkiej Brytanii w 2012. Andrew M. Butler, jeden z sędziów nagrody, powiedział, że Ciemny Eden jest bogaty w biologiczne i socjologiczne spekulacje. 